# Kajakarstwo na Letnich Igrzyskach Olimpijskich 2016 – K-1 500 m kobiet
K-1 500 metrów kobiet to jedna z konkurencji w kajakarstwie klasycznym rozgrywanych podczas Letnich Igrzysk Olimpijskich 2016. Kajakarze rywalizowali między 17 a 18 sierpnia na torze Lagoa Rodrigo de Freitas.

## Terminarz
Wszystkie godziny są podane w czasie brazylijskim (UTC-03:00)
| Data             | Godzina |            |
| ---------------- | ------- | ---------- |
| 17 sierpnia 2016 | 09:58   | Eliminacje |
| 17 sierpnia 2016 | 11:17   | Półfinały  |
| 18 sierpnia 2016 | 10:04   | Finały     |

## Wyniki

### Eliminacje
Pięciu najlepszych kajakarzy z każdego biegu plus najszybszy z szóstego miejsca awansowało do półfinałów.
Bieg 1
| Pozycja | Zawodnik        | Czas     | Uwagi |
| ------- | --------------- | -------- | ----- |
| 1       | Lisa Carrington | 1:54.765 | Q     |
| 2       | Emma Jørgensen  | 1:55.660 | Q     |
| 3       | Teresa Portela  | 1:56.439 | Q     |
| 4       | Rachel Cawthorn | 1:56.612 | Q     |
| 5       | Zoja Ananczenko | 1:58.136 | Q     |
| 6       | Yusmari Mengana | 2:02.162 |       |
| 7       | Afef Ben Ismail | 2:08.170 |       |

Bieg 2
| Pozycja | Zawodnik          | Czas     | Uwagi |
| ------- | ----------------- | -------- | ----- |
| 1       | Danuta Kozák      | 1:53.427 | Q     |
| 2       | Maryna Litwinczuk | 1:53.966 | Q     |
| 3       | Bridgitte Hartley | 1:55.737 | Q     |
| 4       | Franziska Weber   | 1:56.601 | Q     |
| 5       | Lasma Liepa       | 1:59.581 | Q     |
| 6       | Ana Paula Vergutz | 2:00.680 |       |
| 7       | Marina Toribiong  |          |       |

Bieg 3
| Pozycja | Zawodnik                | Czas     | Uwagi |
| ------- | ----------------------- | -------- | ----- |
| 1       | Zhou Yu                 | 1:53.043 | Q     |
| 2       | Émilie Fournel          | 1:53.670 | Q     |
| 3       | Marija Powch            | 1:54.247 | Q     |
| 4       | Karin Johansson         | 1:55.049 | Q     |
| 5       | Špela Ponomarenko Janić | 1:55.934 | Q     |
| 6       | Maggie Hogan            | 1:58.970 | Q     |
| 7       | Anne Cairns             | 2:01.885 |       |

Bieg 4
| Pozycja | Zawodnik               | Czas     | Uwagi |
| ------- | ---------------------- | -------- | ----- |
| 1       | Inna Osypenko-Radomska | 1:51.750 | Q     |
| 2       | Ewelina Wojnarowska    | 1:52.193 | Q     |
| 3       | Jelena Aniuszina       | 1:52.597 | Q     |
| 4       | Martina Kohlová        | 1:53.167 | Q     |
| 5       | Dalma Ružičić-Benedek  | 1:54.048 | Q     |
| 6       | Naomi Flood            | 1:54.150 | Q     |

## Półfinały
Dwie najszybsze kajakarki z każdego półfinału awansowało do finału oraz dwie z najlepszymi czasami, następne osiem zawodniczek awansowało do finału B.
Półfinał 1
| Pozycja | Zawodnik              | Czas     | Uwagi |
| ------- | --------------------- | -------- | ----- |
| 1       | Maryna Litwinczuk     | 1:55.641 | FA    |
| 2       | Lisa Carrington       | 1:56.155 | FA    |
| 3       | Dalma Ružičić-Benedek | 1:57.294 | FA    |
| 4       | Karin Johansson       | 1:59.321 |       |
| 5       | Ewelina Wojnarowska   | 1:59.458 |       |
| 6       | Marija Powch          | 2:00.714 |       |
| 7       | Zoja Ananczenko       | 2:01.660 |       |

Półfinał 2
| Pozycja | Zawodnik         | Czas     | Uwagi |
| ------- | ---------------- | -------- | ----- |
| 1       | Danuta Kozák     | 1:54.241 | FA    |
| 2       | Emma Jørgensen   | 1:55.193 | FA    |
| 3       | Zhou Yu          | 1:55.311 | FA    |
| 4       | Jelena Aniuszina | 1:57.229 |       |
| 5       | Martina Kohlová  | 1:57.801 |       |
| 6       | Naomi Flood      | 2:01.910 |       |
| 7       | Lasma Liepa      | 2:08.450 |       |

Półfinał 3
| Pozycja | Zawodnik                | Czas     | Uwagi |
| ------- | ----------------------- | -------- | ----- |
| 1       | Franziska Weber         | 1:56.515 | FA    |
| 2       | Inna Osypenko-Radomska  | 1:57.627 | FA    |
| 3       | Špela Ponomarenko Janić | 1:58.098 |       |
| 4       | Teresa Portela          | 1:58.360 |       |
| 5       | Bridgitte Hartley       | 1:58.397 |       |
| 6       | Rachel Cawthorn         | 1:58.410 |       |
| 7       | Émilie Fournel          | 1:59.638 |       |

## Finały

### Finał B
| Pozycja | Zawodnik                | Czas     | Uwagi |
| ------- | ----------------------- | -------- | ----- |
| 1       | Jelena Aniuszina        | 1:57.202 |       |
| 2       | Špela Ponomarenko Janić | 1:57.541 |       |
| 3       | Teresa Portela          | 1:58.058 |       |
| 4       | Ewelina Wojnarowska     | 1:58.167 |       |
| 5       | Martina Kohlová         | 1:58.211 |       |
| 6       | Karin Johansson         | 1:58.363 |       |
| 7       | Rachel Cawthorn         | 1:58.470 |       |
| 8       | Bridgitte Hartley       | 2:01.890 |       |

### Finał A
| Pozycja | Zawodnik               | Czas     | Uwagi |
| ------- | ---------------------- | -------- | ----- |
| złoto   | Danuta Kozák           | 1:52.494 |       |
| srebro  | Emma Jørgensen         | 1:54.326 |       |
| brąz    | Lisa Carrington        | 1:54.372 |       |
| 4       | Maryna Litwinczuk      | 1:54.474 |       |
| 5       | Franziska Weber        | 1:54.553 |       |
| 6       | Zhou Yu                | 1:54.994 |       |
| 7       | Dalma Ružičić-Benedek  | 1:55.095 |       |
| 8       | Inna Osypenko-Radomska | 1:56.573 |       |